# Stor-Skavtjärnen
Stor-Skavtjärnen är en sjö i Sollefteå kommun i Ångermanland och ingår i Ångermanälvens huvudavrinningsområde. Sjön har en area på 0,0434 kvadratkilometer och ligger 262,3 meter över havet. Sjön avvattnas av vattendraget Bodvillån.

## Delavrinningsområde
Stor-Skavtjärnen ingår i det delavrinningsområde (702661-157212) som SMHI kallar för Ovan 702458-157293. Medelhöjden är 260 meter över havet och ytan är 4,63 kvadratkilometer. Det finns inga avrinningsområden uppströms utan avrinningsområdet är högsta punkten. Bodvillån som avvattnar avrinningsområdet har biflödesordning 2, vilket innebär att vattnet flödar genom totalt 2 vattendrag innan det når havet efter 64 kilometer. Avrinningsområdet består mestadels av skog (88 procent). Avrinningsområdet har 0,04 kvadratkilometer vattenytor vilket ger det en sjöprocent på 0,9 procent.